# Silverlake Conservatory of Music
O Silverlake Conservatory of Music é uma organização educacional sem fins lucrativos formada na Califórnia. Foi fundada em 2001 pelo baixista e fundador do Red Hot Chili Peppers, Flea, e Keith "Tree" Barry para promover a educação musical. O vocalista dos Chili Peppers, Anthony Kiedis, é também um membro do conselho.
A instalação organiza anualmente um "Hullabaloo", que conta com performances dos Red Hot Chili Peppers e de convidados especiais. Já passaram por lá Ben Harper, Andy Summers (The Police), Metallica, Eddie Vedder, Charlie Haden, Patti Smith, entre outros.
Os Red Hot Chili Peppers arrecadaram um milhão de dólares para o Conservatório em 24 de agosto de 2011, num show no Club Nokia.